# 鴕鳥屬
鴕鳥屬，是鴕鳥目下的一個屬，包含2種現存物種－鴕鳥及索马里鸵鸟。

## 歷史
鴕鳥屬最早由卡爾·林奈於1758年發表，並包含了數種不會飛的鳥，包括鴯鶓、鶆䴈及鶴鴕，但這些物種現在已不屬於鴕鳥屬。2014年，索马里鸵鸟被認為是獨立種而非鴕鳥的亞種，但仍然需要更多研究證據加以支持。

## 演化

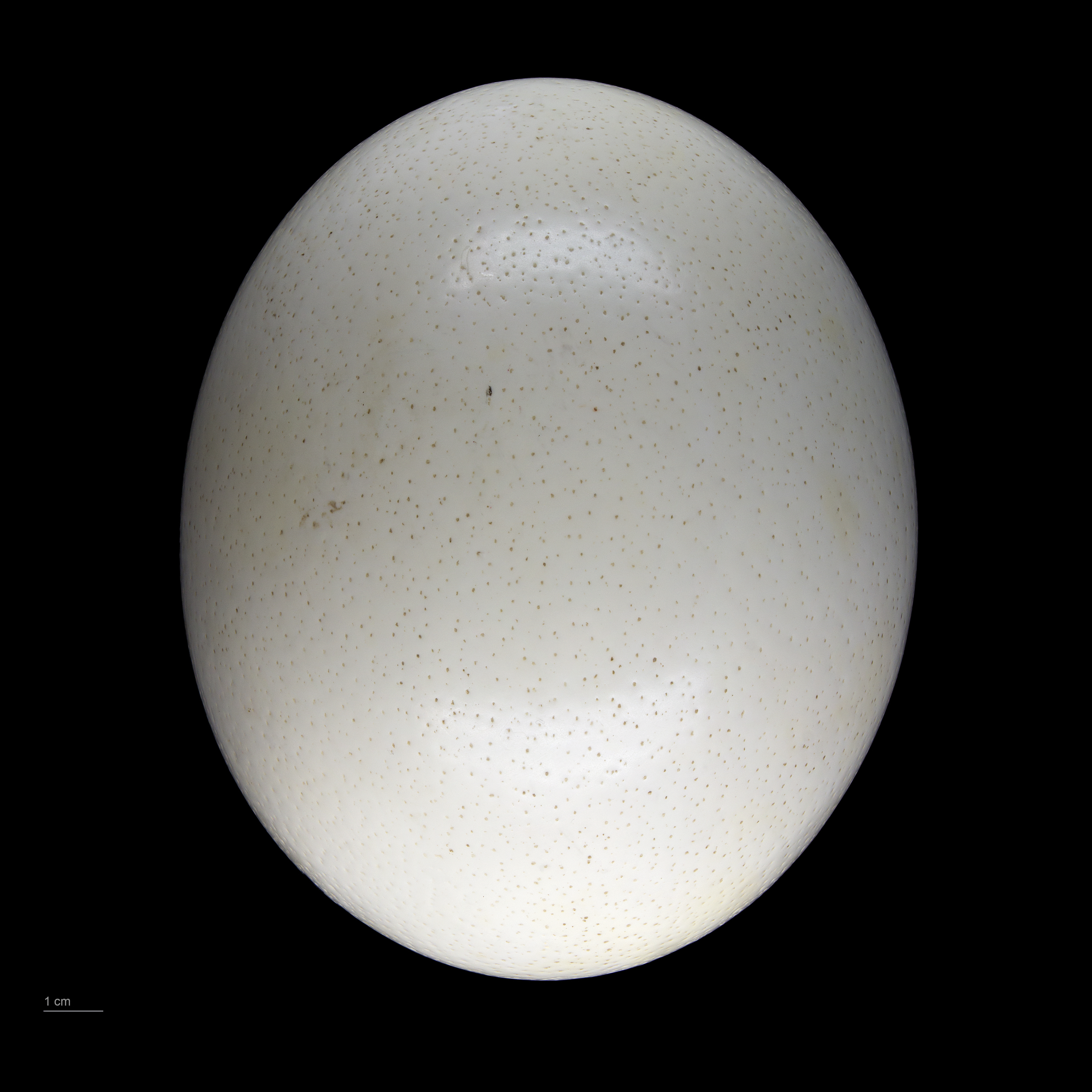
鴕鳥的蛋，展示於法國圖盧茲博物館

最早形似於鴕鳥的鳥類化石出土於古新世時期的歐洲。其他可能為鴕鳥祖先的物種包括始新世中期的古鸨属與雷米鳥屬以及來自始新世至漸新世歐洲與非洲的未命名平胸鳥類化石遺骸，但也有可能屬於古顎類鳥類的其他演化支。
鴕鳥屬的化石最早發現於中新世早期（20–25 百萬年前）的非洲，被認為是鴕鳥的發源地。於中新世中期至晚期（5–13 百萬年前）時鴕鳥逐漸遷移至歐亞大陸，約於一千兩百萬年前時，鴕鳥屬物種的體型已經與現存物種相差無幾，並且分布區域包括現在的蒙古國與南部非洲。於亞洲發現的鴕鳥屬物種化石多半十分破碎，因此難以去建立與釐清與非洲鴕鳥演化支之間的關係。在中國，該地區的鴕鳥屬物種約於末次冰期結束時絕種，在當地考古發現的陶器與岩刻上都能發現有鴕鳥的圖像。
鴕鳥曾經與另一支不會飛的二趾鳥類，始鶴科，共同存活。1985年，歐森認為始鶴科為鴕鳥的基群，然而現今普遍認為始鶴科其實為鶴的近親，與鴕鳥外型相似僅是因為趨同演化的關係。與鴕鳥之間生態位的競爭可能是始鶴科滅絕的主因，然而這項理論仍然無法證實，且在某些地區可以發現同時有鴕鳥與始鶴科物種棲息。

## 物種
目前已知鴕鳥屬包含9種，其中7種已經滅絕，2019年，原本屬於鴕鳥屬的S. pannonicus、S. dmanisensis、S. transcaucasicus被重新分類至厚鴕屬。鴕鳥屬的部分物種屬於遺跡分類群，這代表該物種的命名來自其痕跡化石而非物種本身的遺骸，而痕跡化石與遺骸化石之間的關係是有爭議的，仍需要更多新的證據才能加以釐清。
- †Struthio coppensi（英语：Struthio coppensi）：中新世早期的納米比亞
- †Struthio orlovi（英语：Struthio orlovi）：中新世晚期的摩爾多瓦
- †Struthio karingarabensis：中新世晚期至上新世早期的非洲西南部與中東部，僅發現蛋化石。
- †Struthio kakesiensis（英语：Struthio kakesiensis）：上新世早期的坦尚尼亞，僅發現蛋化石。
- †維氏鴕鳥（Struthio wimani）：上新世早期的中國與蒙古
- †Struthio daberasensis：上新世早期至中期的納米比亞，僅發現蛋化石。
- †Struthio brachydactylus：上新世的烏克蘭
- †Struthio chersonensis：上新世的歐洲東南部及亞洲中西部，僅發現蛋化石。
- †亞洲鴕鳥（Struthio asiaticus）：上新世早期至更新世晚期的中亞至中國，以及摩洛哥
- †Struthio oldawayi：更新世早期的坦尚尼亞，可能為鴕鳥的亞種
- †安氏鴕鳥（Struthio anderssoni）：發現於中國北部與蒙古[9][16]，僅發現蛋化石。
- 非洲鸵鸟（Struthio camelus）
- 索马里鸵鸟（Struthio molybdophanes）[17]